# Саїд бін Теймур
Саїд бен Таймур аль-Саїд (13 серпня 1910 , Маскат  — 19 жовтня 1972 , Лондон ) — султан Оману і Маскату в 1932—1970 роках, що складався на той час із території нинішнього султанату Оман і частини території ОАЕ. Походив з династії аль-Саїд.
1954 року за допомогою британців виступив проти імамату Оман, якому було завдано поразки, а імам Алі ібн Галіб втік до Саудівської Аравії. 1957 року останній повернувся, піднявши повстання. Його підтримало більшість шейхів племен колишнього імамату. Але за підтримки британців султан протягом місяця придушив повстання. З цього часу кордони султанату Оман зберігаються до теперішнього часу.
23 липня 1970 року султан Саїд, на тлі поглиблення економічної кризи в країні, був повалений з престолу шляхом військового перевороту. Зміна влади пройшла майже безкровно, більшість сановників з почту султана відмовили йому в підтримці. Саїд чинив опір, відстрілюючись з особистого пістолета.